# Northeastern University
Die Northeastern University (NU) ist eine Privatuniversität in Boston im US-Bundesstaat Massachusetts. Sie wurde 1898 gegründet. Im Studienjahr 2017–2018 waren an der NU etwa 21.500 Studenten immatrikuliert, davon knapp 14.000 Undergraduates. Die NU kooperiert mit anderen Hochschulen im Rahmen der International Partnership of Business Schools. Seit 2011 verfolgt die Universität eine Expansionsstrategie, in deren Rahmen unter anderem das New College of the Humanities und das Mills College übernommen wurden.

## Sport
Die Sportteams sind die Huskies. Die Hochschule ist Mitglied der Colonial Athletic Association.

## Persönlichkeiten
Professoren
- Gilda Barabino (* 1956) – Bioingenieurin
- Michael Dukakis (* 1933) – Politikwissenschaften; ehemaliger Gouverneur von Massachusetts, Präsidentschaftskandidat (Demokraten) 1988
- Hans-Jörg Jacobsen (* 1949) – deutscher Genetiker
- Robert B. Parker (1932–2010) – Schriftsteller

Studenten
- Zach Aston-Reese (* 1994) – Eishockeyspieler
- J. J. Barea (* 1984) – Basketballspieler
- Matt Benning (* 1994) – Eishockeyspieler
- Anthony Bitetto (* 1990) – Eishockeyspieler
- François Bouchard (* 1973) – Eishockeyspieler
- Chad Costello (* 1986) – Eishockeyspieler
- Shawn Fanning (ohne Abschluss) (* 1980) – Gründer von Napster
- Adam Gaudette (* 1996) – Eishockeyspieler
- Chanda Gunn (* 1980) – Eishockeyspielerin
- Lyndon LaRouche (ohne Abschluss) (1922–2019) – politischer Aktivist
- Josh Manson (* 1991) – Eishockeyspieler
- Dan McGillis (* 1972) – Eishockeyspieler
- Jamie Oleksiak (* 1992) – Eishockeyspieler
- David Poile (* 1949) – Eishockeyspieler und -funktionär
- Dan Ross (1957–2006) – Footballspieler
- Florence Schelling (* 1989) – Eishockeyspielerin
- Wendy Williams (* 1964) – Talk Show-Host, Radiomoderatorin, Produzentin, Autorin[5]